# Кареттони-Романьоли, Туллия
Туллия Кареттони-Романьоли (итал. Tullia Romagnoli Carettoni; 30 декабря 1918 года, Верона — 24 ноября 2015 года, Рим) — итальянский государственный и политический деятель, сенатор Итальянской Республики IV—VII созывов.

## Ранние годы
Родилась в семье одного из крупнейших итальянских специалистов по Древней Греции Этторе Романьоли. Начала обучение в Миланском университете, потом переехала в Рим, где продолжила обучение. В 1940 году вышла замуж за Джанфилиппо Кареттони, исследователя и археолога, который в 60-х и 70-х годах XX века был суперинтендантом Древностей Рима. В 1941 году она родила своего единственного ребёнка, которому в память о своем отце даёт имя Этторе.

## Преподавательская деятельность
Начало Второй мировой войны она встретила, работая учителем литературы в частной школе. Потом, успешно выдержав публичный конкурс, в 1947 году она перешла на работу преподавателем латинского языка кафедры литературы Технического института Леонардо да Винчи, а в 1956 году — на кафедру истории искусства Лицея-гимназии Торквато Тассо. Работала до 1960 года. В 1959 году, после избрания на должность члена Национального руководства Итальянской социалистической партии, отошла от преподавательской деятельности и целиком посвятила себя политической деятельности.

## Политическая деятельность
Интерес к политике у неё проявляется ещё при обучении в Римском университете, где она присоединяется к оппозиции фашистскому режиму и стала активным участником римского сопротивления. В послевоенное время входит в либерально-социалистическую Партию Действия. После 1947 года, с распадом партии, перешла в Итальянскую социалистическую партию. Она была избрана членом ЦК партии, выступала против совместной работы с  коммунистами.
28 апреля 1963 года избрана сенатором. Состояла во фракции Итальянской социалистической партии. С 6 по 18 марта 1968 года член Специальной комиссии по землетрясениям в Сицилии. С 3 июля 1963 года по 4 июня 1968 года — член 6-й постоянной комиссии (Образование и искусство), и с 10 ноября 1964 года по 10 марта 1966 года была членом комиссии по вопросам культурного наследия.
19 мая 1968 года вновь избрана сенатором Италии. Избиралась по спискам коммунистов, входила в группы независимых левых. С 5 июля 1968 года по 28 февраля 1972 года входила в 3-ю Постоянную комиссию (Иностранные дела) и с 27 января 1971 года по 24 мая 1972 года была членом представительства Италии в Европейском парламенте
7 мая 1972 года избрана в третий раз сенатором. С 26 мая 1972 года по 4 июля 1976 года занимала пост Вице-президента Сената. Вновь вошла в группу независимых левых. С 4 декабря 1974 года по 4 июля 1976 года — член 4-й Постоянной комиссии (Оборона), а с 4 июля 1972 года по 3 декабря 1974 года — член 10-й Постоянной комиссии (Промышленность, торговля, туризм). С 25 июля 1972 года по 4 июля 1976 года — член Совета по делам Европейских Сообществ. С 26 октября 1972 года по 4 июля 1976 года — вновь член Представительства Италии в Европейском парламенте.
20 июня 1976 года вновь избрана в Сенат. С 9 июня 1976 года по 19 июня 1979 года вновь избрана Вице-президентом Сената. С 21 октября 1976 года по 24 апреля 1979 года — член 3-й Постоянной комиссии (Иностранные дела), и с 29 июля по 20 октября 1976 года — член 10-й Постоянной комиссии (Промышленность, торговля, туризм).

## Итальянская комиссия по делам ЮНЕСКО
В декабре 1985 года она была назначена президентом итальянской комиссии ЮНЕСКО, занимала эту должность до 2004 года. В 1992 году она была назначена президентом Международного Средиземноморского женского форума, под эгидой ООН и ЮНЕСКО, имевшего целью обмен информацией и сотрудничество между женщинами средиземноморских стран по обеспечению мира и поощрению гражданских прав.

## Награды
- Большой крест ордена «За заслуги перед Итальянской Республикой» (8 марта 2005 года)[1].